# Aeroporto de Uberlândia
Luchthaven Uberlândia–Ten. Cel. Av. César Bombonato is de luchthaven van de Braziliaanse stad Uberlândia. Sinds 2001 is de luchthaven vernoemd naar César Bombonato (1955-1998), een in Uberlândia geboren piloot van de Braziliaanse luchtmacht die bij een crash om het leven kwam.
De luchthaven wordt uitgebaat door Infraero.

## Historie
De eerste vlucht naar de luchthaven vond plaats op 10 mei 1935, maar de officiële status als luchthaven werd pas op 21 juli 1953 toegekend.
In 1980 nam Infraero het beheer van de luchthaven over en in 2001 werd de naam van de luchthaven aangepast als eerbetoon richting de piloot César Bombonato.
In 2005 werd de terminal uitgebreid verbouwd en vergroot en in 2007 werd de startbaan verlengd.

## Ongelukken en incidenten
- 28 februari 1952: een Douglas DC-3A-393 van Panair do Brasil met registratie PP-PCN die onderweg was van Rio de Janeiro-Santos Dumont naar Goiânia via Uberlândia raakte met een van de vleugels een boom, kort nadat de piloot een go-around uitvoerde. De vlucht had landingstoestemming voor Uberlândia. Van de 31 inzittenden kwamen er 8 om het leven.[1]

## Bereikbaarheid
De luchthaven bevindt zich op 9 km afstand van het centrum van Uberlândia.